# Liste der Bauernhöfe in Linz
Wie im oberösterreichischen Zentralraum üblich bestehen und bestanden auch im Stadtgebiet von Linz einige Bauernhöfe, viele davon stattliche Vierkanter. Erst durch die Errichtung der Hermann-Göring-Werke und Ausbau von Linz zur Industriestadt in der Zeit des Nationalsozialismus ab 1938 sowie der gleichzeitig damit begonnenen Stadterweiterung und Verbauung landwirtschaftlicher Flächen wurden die ursprünglich recht ländlichen Peripherien von Linz zu urbanen Stadtteilen. Damit verbunden verschwanden zahlreiche Höfe bzw. wurde die landwirtschaftliche Nutzung aufgegeben. Heute noch erinnern zahlreiche Straßennamen an die bäuerliche Tradition in Linz.
Diese Liste enthält die Bauernhöfe im heutigen Stadtgebiet von Linz, einschließlich nicht mehr bestehender, und ist nach den seit 2014 bestehenden Statistischen Bezirken geordnet.

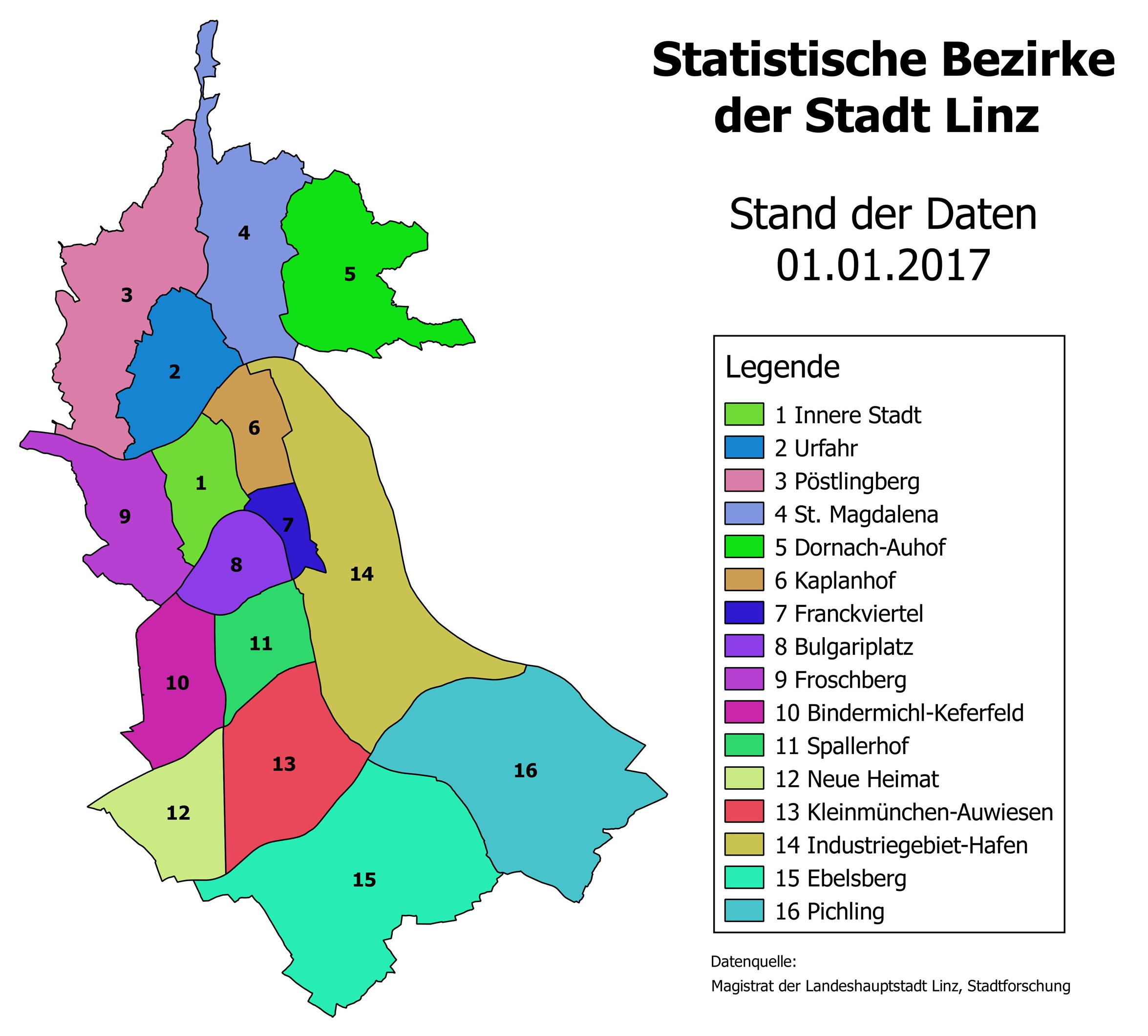
Karte der Linzer Bezirke

43 Höfe sind in der Linzer Denkmaldatenbank erfasst, die Inventarnummer, die auch zum Eintrag verlinkt, befindet sich unterhalb des Namens. Einige Höfe sind auch denkmalgeschützt, dies zeigt eine zusätzliche Inventarnummer („HERIS-ID“) darunter an.

## Urfahr
| Foto |                 | Baujahr | Name                                                                      | Standort                       | Beschreibung | Metadaten                                      |
| ---- | --------------- | ------- | ------------------------------------------------------------------------- | ------------------------------ | --- | ---------------------------------------------- |
| ja   | Datei hochladen | 1458    | Auberghof                                                                 | Aubergstraße 26 Standort       | 1458 erwarben die Starhemberger den Auberghof, 1586 wurde er erweitert und zum Edelmannsitz erhoben, der auch eine Brauerei beherbergte, die 1878 stillgelegt wurde. Danach diente er dem Weinhändler Naderer als Weinkeller. Der Hof ist namensgebend für die Konskriptionsortschaft Auberg. | P84(Architekt): P131(Ort):                     |
| ja   | Datei hochladen | 1610    | Holzingergütl ID: 2892 HERIS-ID: 93706 Objekt-ID: 108774 Linz: 2891, 2892 | Kreuzweg 6 Standort            | Regelmäßiger Dreiseithof mit korbbogenartiger Einfahrt; Eigentümer ist die Diözesane Immobilien-Stiftung. Um 1610 im Besitz der Familie Holzinger. 1876 Umgestaltung eines ehemaligen Vierseithofs zu einem regelmäßigen Dreiseithof, Tormauer im Osten mit korbbogiger Einfahrt, zeitgleiche Ziegelmauer als Einfriedung. | P84(Architekt): P131(Ort):Linz Region-ISO:AT-4 |
| ja   | Datei hochladen | 1490    | Hörschinger ID: 1710 HERIS-ID: 101361 Objekt-ID: 117687 Linz: 1710        | Freistädter Straße 8 Standort  | Zweigeschoßiger Vierkanthof um fast quadratischen Innenhof | P84(Architekt): P131(Ort):Linz Region-ISO:AT-4 |
| ja   | Datei hochladen |         | Karlhof, Teistlergut                                                      | Hölderlinstraße 23 Standort    | Urkundlich erwähnt 1477, mehrere Besitzer- und damit Namenswechsel. Im franziszeischen Kataster Vierseithof, jetzt durch Tormauer geschlossener Dreiseithof des 19. Jahrhunderts, in Teilen vermutlich 18. Jahrhundert. An der Rückseite mittig Loggia auf Säulen, darüber Balkon mit frühhistoristischem schmiedeeisernem Geländer. Türen zum Teil frühhistoristisch mit original Beschlägen. Innen im Erdgeschoß Räume mit Stichkappentonnen eventuell 18. Jahrhundert. Heute dient der Hof als Waldorfkindergarten. | P84(Architekt): P131(Ort):                     |
| ja   | Datei hochladen | 1750    | Lehner                                                                    | Harbacher Straße 38 Standort   | Gasthaus Lehner im Bachl | P84(Architekt): P131(Ort):                     |
| ja   | Datei hochladen | 1750    | Leisenhof ID: 2891 HERIS-ID: 93706 Objekt-ID: 108774 Linz: 2891, 2892     | Kreuzweg 2 Standort            | Zweigeschoßiger Vierkanthof mit Satteldach, im Eigentum der Diözesanen Immobilien-Stiftung. Ehemaliger Wirtschaftshof des Kollegium Petrinum. Zweigeschoßiger Vierseithof aus dem 19./Anfang 20. Jahrhundert. Über genutetem Erdgeschoß das Obergeschoß mit Putzrahmengliederung, in der Durchfahrt Platzlgewölbe. Der Stall dreischiffig mit Platzlgewölben auf gedrungenen Granitsäulen über hohen Sockeln aus Mitte/drittes Viertel des 19. Jahrhunderts. | P84(Architekt): P131(Ort):Linz Region-ISO:AT-4 |
| ja   | Datei hochladen | 1111    | Rieseneder ID: 2899                                                       | Landgutstraße 20 Standort      | Zweigeschoßiger Vierkanthof | P84(Architekt): P131(Ort):                     |
| ja   | Datei hochladen |         | Riesenhof                                                                 | Riesenhofstraße 6 Standort     | Der Name Riesenhof leitet sich von der einstigen Besitzerfamilie Ries ab. Er vererbte sich an die Familie Grubmüller. 1882 wurde Josef Beicht Eigentümer, der eine Badeanstalt eröffnete. 1889 brannte der Riesenhof ab. 1890 errichtete Beicht eine Wasserheilanstalt unter Leitung des Hydrotherapeuten Dr. Leopold Winternitz, was auch die erste nach Sebastian Kneipps Methode in Österreich errichtete war. 1894 wurde Dr. Ignaz Fränkl Besitzer, der das Bad zum Familienbad mit beliebter Ausflugsrestauration umgestaltete, das 1925 geschlossen wurde. Fränkl verkaufte an das Land Oberösterreich und dieses ließ den Hof 1926 von Hans Feichtlbauer zum Kinder- und Mütterheim umbauen. Im Zweiten Weltkrieg war hier einer Tuberkuloseanstalt untergebracht, die 1948 nach Gmunden, Schloss Cumberland, verlegt wurde; das Gebäude diente wiederum als Kinderheilanstalt. Die bestehende Fachschule wurde 1971 zur Sozialakademie aufgewertet. 1976 wurde das Säuglingsheim geschlossen und im Kinderkrankenhaus integriert. Bis 2009 fand der Riesenhof als Heim der landwirtschaftlichen Schule Verwendung, dann wurde er verkauft und 2011 zu Mietwohnungen umgebaut. | P84(Architekt): P131(Ort):                     |
| ja   | Datei hochladen | 1790    | Rothenhof, Greinerbauer ID: 1736                                          | Bachlbergweg 44 Standort       | Regelmäßiger Vierseithof mit trapezförmigen Grundriss. Kleinerer barocker Hof bereits Anfang des 19. Jahrhunderts zum Einspringer umgebaut, vermutlich durch Michael Riedlberger 1859 aufgestockt und zum regelmäßigen Vierseithof umgestaltet. Zweigeschoßig mit Putzfassaden, ebenerdig die Fenster teilweise mit Rautensteckgittern. Korbbogiges Einfahrtstor bezeichnet mit 1853, Holztor mit Sonnenmotiv. Dazugehörend die auf der gegenüberliegenden Straßenseite gelegene neugotische Giebelkapelle (Greinerkapelle), bezeichnet 1866. | P84(Architekt): P131(Ort):                     |
| ja   | Datei hochladen |         | Brunnbauerngut                                                            | Leonfeldner Straße 60 Standort | | P84(Architekt): P131(Ort):                     |
| ja   | Datei hochladen |         | Arpfnisches Haus zu Mayrsdorf - Riesenedergut                             | Landgutstraße 31 Standort      | | P84(Architekt): P131(Ort):                     |

## Pöstlingberg
| Foto |                 | Baujahr | Name                        | Standort                     | Beschreibung | Metadaten                  |
| ---- | --------------- | ------- | --------------------------- | ---------------------------- | --- | -------------------------- |
| ja   | Datei hochladen | 1675    | Donnerer ID: 1717           | Donnererweg 19 Standort      | Zweigeschoßiger, regelmäßiger Vierseithof. Urkundlich erwähnt 1675, im franziszeischen Kataster von 1826 war er ein regelmäßiger Dreiseithof, 1855 erfolgte nach Abbruch des Osttrakts die Umgestaltung zum Vierseithof durch Baumeister Leopold Hamberger. Er weist eine korbbogige Einfahrt, bezeichnet 1863, und ein originales Holztor auf. Der Wohntrakt wurde im 20. Jahrhundert vergrößert. Das westlich des Hofs gelegene zweigeschoßige Presshaus stammt wohl aus dem 19. Jahrhundert.   | P84(Architekt): P131(Ort): |
| ja   | Datei hochladen | 1438    | Eder ID: 1742               | Kühreiterweg 10 Standort     | Freistehender Vierseithof, auch Edelgut genannt. Urkundlich erwähnt 1438 bzw. 1448 als Gut auf der Ödl ist ein älterer Hof, der im 19. Jahrhundert vergrößert wurde. Heute Einspringer in Hanglage, daher 1–2-geschoßig, mit Schopfwalmdächern, kurzer Tormauer und korbbogiger Einfahrt. Im Erdgeschoß teilweise Steinbloßmauerwerk, das Obergeschoß ist teilweise mit Sichtziegeln (Wirtschaftstrakt) ausgeführt, die Fenster zum Teil in Steingewänden und mit Steckgittern.                   | P84(Architekt): P131(Ort): |
| ja   | Datei hochladen |         | Erledtschuster              | Schablederweg 44 Standort    | bewirtschaftet | P84(Architekt): P131(Ort): |
| ja   | Datei hochladen |         | Hiesl                       | Höllmühlstraße 66 Standort   | | P84(Architekt): P131(Ort): |
| ja   | Datei hochladen |         | Hinterdoppler               | Pachmayrstraße 127 Standort  | bewirtschaftet | P84(Architekt): P131(Ort): |
| ja   | Datei hochladen | 1890    | Hochhold ID: 2863           | Hochholdweg 25 Standort      | Freistehender zweigeschoßiger Dreiseithof | P84(Architekt): P131(Ort): |
| ja   | Datei hochladen |         | Keiml                       | Keimlgutgasse 50 Standort    | bewirtschaftet | P84(Architekt): P131(Ort): |
| BW   | Datei hochladen |         | Knappeneder                 | Knappenederweg 66 Standort   | | P84(Architekt): P131(Ort): |
| ja   | Datei hochladen |         | Kogler                      | Klausenweg 1 Standort        | | P84(Architekt): P131(Ort): |
| ja   | Datei hochladen |         | Kühreiter                   | Kühreiterweg 70 Standort     | Gasthaus Exenschläger | P84(Architekt): P131(Ort): |
| ja   | Datei hochladen |         | Lippl                       | Klausenweg 66 Standort       | | P84(Architekt): P131(Ort): |
| ja   | Datei hochladen |         | Lussergütl                  | Hohe Straße 140 Standort     | | P84(Architekt): P131(Ort): |
| ja   | Datei hochladen |         | Mayer zu Götzling           | Hohe Straße 220 Standort     | | P84(Architekt): P131(Ort): |
| ja   | Datei hochladen |         | Mitterbauer                 | Pachmayrstraße 74 Standort   | bewirtschaftet | P84(Architekt): P131(Ort): |
| ja   | Datei hochladen |         | Mitterberger                | Mitterbergerweg 40 Standort  | | P84(Architekt): P131(Ort): |
| BW   | Datei hochladen |         | Oberburger                  | Höllmühlstraße 175 Standort  | | P84(Architekt): P131(Ort): |
| ja   | Datei hochladen |         | Pösmayer                    | Pösmayersteig 33 Standort    | bewirtschaftet | P84(Architekt): P131(Ort): |
| ja   | Datei hochladen | 1512    | Schableder ID: 2986         | Schablederweg 54 Standort    | Zweigeschoßiger Vierkanthof | P84(Architekt): P131(Ort): |
| ja   | Datei hochladen |         | Schieferseder ID: 1743      | Schiefersederweg 46 Standort | Freistehender Vierseithof | P84(Architekt): P131(Ort): |
| ja   | Datei hochladen |         | Spatzenhof                  | Berggasse 39 Standort        | | P84(Architekt): P131(Ort): |
| ja   | Datei hochladen | 1826    | Unter-Brandstetter ID: 2810 | Brandstetterweg 42 Standort  | Regelmäßiger, zweigeschoßiger Vierseithof, heute im Eigentum des Linzer Karmelitenkonvents. Bis 2019 beherbergte der bewirtschaftete Hof eine Jausenstation. Urkundlich erwähnt 1499, wurde er ursprünglich als Dreiseithof errichtet und vermutlich in der ersten Hälfte des 19. Jahrhunderts zu einem Vierseithof umgebaut. 1875 erfolgte der Umbau des Wohnbereichs im Nordtrakt, 1933 die Hebung und Erneuerung des Dachstuhls über dem Nordtrakt und dem anschließenden Teil des Westtrakts. | P84(Architekt): P131(Ort): |
| ja   | Datei hochladen |         | Unterburger                 | Höllmühlstraße 135 Standort  | bewirtschaftet | P84(Architekt): P131(Ort): |
| BW   | Datei hochladen |         | Wagner                      | Höllmühlstraße 71 Standort   | Ursprünglich als Dreiseithof errichtet, vermutlich aus der 2. Hälfte des 19. Jahrhunderts zum Vierseithof erweitert. Die Stube im Inneren weist eine bemerkenswerte Riemlingdecke auf Rüstbaum mit Taustabdekor, bezeichnet 1701, auf. | P84(Architekt): P131(Ort): |

### Abgegangene
| Foto |                 | Baujahr | Name   | Standort                 | Beschreibung                     | Metadaten                  |
| ---- | --------------- | ------- | ------ | ------------------------ | -------------------------------- | -------------------------- |
| BW   | Datei hochladen |         | Aigner | Bachlbergweg 95 Standort | um 2020 abgebrochen, heute Villa | P84(Architekt): P131(Ort): |

## St. Magdalena
| Foto |                 | Baujahr | Name                                         | Standort                           | Beschreibung | Metadaten                  |
| ---- | --------------- | ------- | -------------------------------------------- | ---------------------------------- | --- | -------------------------- |
| ja   | Datei hochladen | 1412    | Griesmayr ID: 1485                           | Griesmayrstraße 18 Standort        | Zweigeschoßiger, 1971 weitgehend erneuerter Vierkanthof | P84(Architekt): P131(Ort): |
| ja   | Datei hochladen | 1450    | Heilmayr ID: 1790                            | Freistädter Straße 163 Standort    | Im Spätmittelalter freier Edelmannsitz des Mühlviertler Adelsgeschlechts der Kaplan. Heute zweigeschoßiger Vierkanthof des 19. Jahrhunderts mit älteren Bauteilen. Im Süden und Osten Sichtziegelmauerwerk, zwei Korbbogenportale; das nördliche ist bezeichnet mit 1775, die westliche Haustüre mit geschwungenem Sturz ist bezeichnet mit 1853. Im ehemaligen Pferdestall befindet sich ein Platzlgewölbe. | P84(Architekt): P131(Ort): |
| BW   | Datei hochladen | 1417    | Maderleithner ID: 1533                       | Maderleithnerweg 165 Standort      | Unregelmäßiger zweigeschoßiger Dreiseithof des 17. Jahrhunderts mit zahlreichen Umbauten, zum Teil Neubau, urkundlich erwähnt 1417. Im Westen Raum mit Stichkappentonne aus dem 17. Jahrhundert. | P84(Architekt): P131(Ort): |
| ja   | Datei hochladen | 1481    | Melferer ID: 1532                            | Maderleithnerweg 5 Standort        | Freistehender Vierseithof, urkundlich erwähnt 1481, heute zweigeschoßiger mächtiger Einspringer des 19. Jahrhunderts mit älteren Bauteilen, an der Südwestseite aufgrund der Hanglage dreigeschoßig. | P84(Architekt): P131(Ort): |
| ja   | Datei hochladen |         | Taxberger                                    | Maderleithnerweg 126 Standort      | | P84(Architekt): P131(Ort): |
| ja   | Datei hochladen |         | Hammer                                       | Maderleithnerweg 61 Standort       | | P84(Architekt): P131(Ort): |
| ja   | Datei hochladen |         | Möderl                                       | Maderleithnerweg 39 Standort       | | P84(Architekt): P131(Ort): |
| BW   | Datei hochladen |         | Schickeneder                                 | Schickenedersteig 29 Standort      | | P84(Architekt): P131(Ort): |
| BW   | Datei hochladen |         | Hasberger                                    | Hasbergersteig 65 Standort         | | P84(Architekt): P131(Ort): |
| ja   | Datei hochladen |         | Aichbergergut in der Haselbachleithen        | Oberbairinger Straße 300 Standort  | | P84(Architekt): P131(Ort): |
| BW   | Datei hochladen |         | Holzinger                                    | Oberbairinger Straße 317 Standort  | | P84(Architekt): P131(Ort): |
| ja   | Datei hochladen |         | Radler                                       | Oberbairinger Straße 296 Standort  | | P84(Architekt): P131(Ort): |
| ja   | Datei hochladen |         | Kahr                                         | Oberbairinger Straße 146 Standort  | | P84(Architekt): P131(Ort): |
| ja   | Datei hochladen |         | Aichberger                                   | Oberbairinger Straße 144 Standort  | | P84(Architekt): P131(Ort): |
| ja   | Datei hochladen |         | Steininger                                   | Oberbairinger Straße 37 Standort   | | P84(Architekt): P131(Ort): |
| ja   | Datei hochladen |         | Gruber                                       | Hofbauerweg 40 Standort            | | P84(Architekt): P131(Ort): |
| ja   | Datei hochladen | 1750    | Lüftner                                      | Klausenbachstraße 18 Standort      | Theresianisches Gültbuch 1750, Besitzer: Aumayr Georg, Hofname: zweites Gut im Feld, Josephinisches Lagebuch 1787 Besitzer: Aumair Ambros, Hofname: Ambrosengut, Altes Grundbuch 1790, Besitzer: Aumayr Ambrosius, Hofname: Gut im Feld, 1928, Besitzer: Michael Lüftner, Hofname: unbekannt, Wiederaufbau des Hofes nach Brand mit Gastwirtschaft, 1948, Besitzer: Leopold Lüftner, Hofname: unbekannt, Hausname: Gasthaus Lüftner, 1950, Besitzer: Rudolf Lüftner, Hofname: unbekannt, Hausname: Gasthaus Lüftner, 1965, Besitzer: Rudolf Lüftner, Hausname: Gasthaus Lüftner, Landwirtschaft aufgelöst, 1967, Besitzer: Rudolf Lüftner, Hausname: Gasthof Lüftner, Ausbau für Gästezimmer, 1993, Besitzer: Rudolf Lüftner Jun., Hausname: Gasthof Lüftner | P84(Architekt): P131(Ort): |
| ja   | Datei hochladen |         | Tobiasngut                                   | Klausenbachstraße 20 Standort      | | P84(Architekt): P131(Ort): |
| ja   | Datei hochladen |         | Hausengut                                    | Ferdinand-Markl-Straße 16 Standort | | P84(Architekt): P131(Ort): |
| ja   | Datei hochladen |         | Starmühlner                                  | Pulvermühlstraße 1 Standort        | | P84(Architekt): P131(Ort): |
| ja   | Datei hochladen |         | Grafengut zu Steg                            | Pulvermühlstraße 3 Standort        | | P84(Architekt): P131(Ort): |
| ja   | Datei hochladen |         | Bognermaiergut                               | Pulvermühlstraße 6 Standort        | | P84(Architekt): P131(Ort): |
| BW   | Datei hochladen |         | Bichlbauerngut                               | Freistädter Straße 231 Standort    | | P84(Architekt): P131(Ort): |
| ja   | Datei hochladen |         | ehem. Gasthaus Höller, ab 1938 Gasthaus Robl | Freistädter Straße 221 Standort    | ehemaliges Gasthaus Robl | P84(Architekt): P131(Ort): |

## Dornach-Auhof
| Foto |                 | Baujahr | Name                  | Standort                        | Beschreibung | Metadaten                  |
| ---- | --------------- | ------- | --------------------- | ------------------------------- | --- | -------------------------- |
| BW   | Datei hochladen | 1850    | Gruber ID: 1508       | Hofbauerweg 40 Standort         | Zweigeschoßiger, teilweise unregelmäßiger Vierseithof um rechteckigen Innenhof, erbaut wohl im 16. Jahrhundert, Umbauten im 18. und 19. Jahrhundert sowie im ersten Viertel des 20. Jahrhunderts. Fenster zum Teil in Steingewänden, teilweise mit Steckgittern. Im Süden korbbogige Einfahrt, im Westen Haustüre, bezeichnet mit 1912. Hofseitig profilierte Fenstergewände vermutlich 16. Jahrhundert. Im Hausstock Vorhaus mit Stichkappentonne vermutlich aus dem 16. Jahrhundert sowie eine Rauchkuchl. Im ehemaligen Stall Kappengewölbe aus dem 19. Jahrhundert, im Futterboden Holzbalken mit der Inschrift 1850. | P84(Architekt): P131(Ort): |
| ja   | Datei hochladen | 1481    | Gstöttner ID: 1478    | Freistädter Straße 421 Standort | Zweigeschoßiger Vierkanthof um rechteckigen Innenhof | P84(Architekt): P131(Ort): |
| BW   | Datei hochladen |         | Mühlberger ID: 1479   | Freistädter Straße 573 Standort | Zweigeschoßiger Vierkanthof, 1946 nach einem Brand wieder aufgebaut | P84(Architekt): P131(Ort): |
| BW   | Datei hochladen | 1411    | Rabner ID: 1507       | Elmbergweg 100 Standort         | Urkundlich erwähnt 1411, zweigeschoßiger regelmäßiger Vierseithof des 18./19. Jahrhunderts in Hanglage; der Nordtrakt geländebedingt eingeschoßig. Großteils verputzter Bruchsteinbau mit Putzrahmengliederung und korbbogiger Einfahrt; das Gehtürl ist bezeichnet mit 1858. Südöstlich des Hofs befindet sich ein steingemauertes Backhaus mit Satteldach, wohl aus dem 18. Jahrhundert. | P84(Architekt): P131(Ort): |
| ja   | Datei hochladen |         | Oberweingartner       | Hofbauerweg 1 Standort          | | P84(Architekt): P131(Ort): |
| ja   | Datei hochladen |         | Weingartner           | Schatzweg 71 Standort           | | P84(Architekt): P131(Ort): |
| ja   | Datei hochladen |         | Schatz                | Schatzweg 50 Standort           | | P84(Architekt): P131(Ort): |
| ja   | Datei hochladen |         | Lehner                | Altenberger Straße 120 Standort | | P84(Architekt): P131(Ort): |
| ja   | Datei hochladen |         | Mayer                 | Fließerweg 5 Standort           | umgebaut zu einem Erholungsheim der Barmherzigen Schwestern | P84(Architekt): P131(Ort): |
| BW   | Datei hochladen |         | Kalkgruber            | Kalkgruberweg 81 Standort       | | P84(Architekt): P131(Ort): |
| BW   | Datei hochladen |         | Ruß                   | Kalkgruberweg 40 Standort       | | P84(Architekt): P131(Ort): |
| BW   | Datei hochladen |         | Kogler                | Koglerweg 60 Standort           | | P84(Architekt): P131(Ort): |
| ja   | Datei hochladen |         | Statznergut           | Statznergutweg 14 Standort      | | P84(Architekt): P131(Ort): |
| ja   | Datei hochladen |         | Gasselgut             | Freistädter Straße 415 Standort | | P84(Architekt): P131(Ort): |
| ja   | Datei hochladen |         | Schwarzbökenhaus      | Freistädter Straße 419 Standort | | P84(Architekt): P131(Ort): |
| ja   | Datei hochladen |         | Zwickellehnergut      | Freistädter Straße 448 Standort | | P84(Architekt): P131(Ort): |
| ja   | Datei hochladen |         | Edlmayrgut            | Freistädter Straße 452 Standort | | P84(Architekt): P131(Ort): |
| ja   | Datei hochladen |         | Langmichlgut          | Katzbachweg 8 Standort          | | P84(Architekt): P131(Ort): |
| ja   | Datei hochladen |         | Lugmayr               | Katzbachweg 10 Standort         | | P84(Architekt): P131(Ort): |
| ja   | Datei hochladen |         | Auer                  | Further Straße 5 Standort       | | P84(Architekt): P131(Ort): |
| ja   | Datei hochladen |         | Leitnergut            | Further Straße 17 Standort      | | P84(Architekt): P131(Ort): |
| ja   | Datei hochladen |         | Aumairgut             | Further Straße 19 Standort      | | P84(Architekt): P131(Ort): |
| BW   | Datei hochladen |         | Michl auf der Au      | Further Straße 24 Standort      | | P84(Architekt): P131(Ort): |
| BW   | Datei hochladen |         | Niedermayr            | Freistädter Straße 297 Standort | Gasthaus Peters Platzl | P84(Architekt): P131(Ort): |
| ja   | Datei hochladen |         | Bäcker- und Wirtshaus | Freistädter Straße 299 Standort | | P84(Architekt): P131(Ort): |
| ja   | Datei hochladen |         | ?Name                 | Freistädter Straße 301 Standort | | P84(Architekt): P131(Ort): |

## Kaplanhof
| Foto |                 | Baujahr | Name                        | Standort                  | Beschreibung      | Metadaten                  |
| ---- | --------------- | ------- | --------------------------- | ------------------------- | ----------------- | -------------------------- |
| ja   | Datei hochladen | 1868    | Höflbauerngut ID: 1028      | Ludlgasse 16 Standort     | Kulturzentrum Hof | P84(Architekt): P131(Ort): |
| ja   | Datei hochladen | 1750    | Heimlhof - Posthof ID: 1991 | Posthofstraße 43 Standort | Posthof           | P84(Architekt): P131(Ort): |

## Franckviertel
| Foto |                 | Baujahr | Name                       | Standort                 | Beschreibung                                                                                          | Metadaten                  |
| ---- | --------------- | ------- | -------------------------- | ------------------------ | --- | -------------------------- |
| ja   | Datei hochladen | 1874    | Unter-Stieglbauer ID: 1902 | Franckstraße 19 Standort | Vierkanthof mit leicht geknickter Südostfront, trotz völliger Neugestaltung in der Grundform erhalten | P84(Architekt): P131(Ort): |

## Bulgariplatz
| Foto |                 | Baujahr | Name                 | Standort                   | Beschreibung                                                                | Metadaten                  |
| ---- | --------------- | ------- | -------------------- | -------------------------- | --------------------------------------------------------------------------- | -------------------------- |
| ja   | Datei hochladen | 1270    | Breitwieser ID: 2062 | Brucknerstraße 40 Standort | Trotz Umbauten des 20. Jahrhunderts im Grundcharakter noch erhaltene Anlage | P84(Architekt): P131(Ort): |
| ja   | Datei hochladen | 1270    | ?Name                | Hanuschstraße 26 Standort  | Gasthaus zum schiefen Apfelbaum                                             | P84(Architekt): P131(Ort): |
| BW   | Datei hochladen |         | ?Name                | Hanuschstraße 30 Standort  |                                                                             | P84(Architekt): P131(Ort): |

## Froschberg
| Foto |                 | Baujahr | Name                    | Standort                      | Beschreibung                                           | Metadaten                  |
| ---- | --------------- | ------- | ----------------------- | ----------------------------- | ------------------------------------------------------ | -------------------------- |
| ja   | Datei hochladen |         | Binder                  | Freinbergstraße 47 Standort   |                                                        | P84(Architekt): P131(Ort): |
| ja   | Datei hochladen | 1840    | Hofmeindl ID: 2546      | Niederreithstraße 40 Standort | Zweigeschoßiger Vierkanter im Sichtziegelstil          | P84(Architekt): P131(Ort): |
| ja   | Datei hochladen |         | Jungbauer               | Mariahilfgasse 27 Standort    |                                                        | P84(Architekt): P131(Ort): |
| BW   | Datei hochladen | 1898    | Piringer ID: 2553       | Piringerhofstraße 30 Standort | Zweigeschoßiger Vierseithof mit Putzfassade            | P84(Architekt): P131(Ort): |
| ja   | Datei hochladen | 1422    | Thurnermeister ID: 2321 | Bancalariweg 41 Standort      | Zweigeschoßiger Vierseithof, 1961 umgebaut             | P84(Architekt): P131(Ort): |
| ja   | Datei hochladen | 1906    | Wachtberger ID: 2418    | Kürnbergerweg 17 Standort     | Zweigeschoßiger Vierkanthof mit rechteckigem Grundriss | P84(Architekt): P131(Ort): |
| ja   | Datei hochladen |         | Niederreith             | Niederreithstraße 37 Standort |                                                        | P84(Architekt): P131(Ort): |
| ja   | Datei hochladen |         | Wiesmayr                | Kürnbergerweg 14 Standort     |                                                        | P84(Architekt): P131(Ort): |

## Bindermichl-Keferfeld
| Foto |                 | Baujahr | Name                                        | Standort                     | Beschreibung                                               | Metadaten                  |
| ---- | --------------- | ------- | ------------------------------------------- | ---------------------------- | ---------------------------------------------------------- | -------------------------- |
| BW   | Datei hochladen | 1830    | Ellbogner ID: 2256                          | Ellbognerstraße 60 Standort  | Zweigeschoßiger Vierkanthof                                | P84(Architekt): P131(Ort): |
| BW   | Datei hochladen |         | Nebengebäude Ellbognergut ID: 2260          | Ellbognerstraße 60 Standort  | Ehemaliges Backhaus westlich und Scheune südlich des Hofes | P84(Architekt): P131(Ort): |
| BW   | Datei hochladen | 1250    | Weinhof Schenkenfelder - Schleichl ID: 1564 | Pollheimerstraße 20 Standort | Im Inneren umgebauter zweigeschoßiger Vierkanthof          | P84(Architekt): P131(Ort): |
| ja   | Datei hochladen | 1685    | Nöserlgut                                   | Landwiedstraße 69 Standort   | Gasthaus Fischermandl                                      | P84(Architekt): P131(Ort): |
| ja   | Datei hochladen |         | Waldhausergut (Niederhuemergut)             | Landwiedstraße 69a Standort  | Anmerkung: Namen lt. Doris                                 | P84(Architekt): P131(Ort): |
| BW   | Datei hochladen |         | Spindlhuemer                                | Landwiedstraße 140 Standort  |                                                            | P84(Architekt): P131(Ort): |
| BW   | Datei hochladen |         | Mairgut                                     | Ellbognerstraße 46 Standort  |                                                            | P84(Architekt): P131(Ort): |

## Neue Heimat
| Foto |                 | Baujahr | Name        | Standort                  | Beschreibung | Metadaten                  |
| ---- | --------------- | ------- | ----------- | ------------------------- | ------------ | -------------------------- |
| BW   | Datei hochladen |         | Helmlgut    | Angererhofweg 51 Standort |              | P84(Architekt): P131(Ort): |
| BW   | Datei hochladen |         | Reinthaller | Neubauzeile 37a Standort  |              | P84(Architekt): P131(Ort): |
| BW   | Datei hochladen |         | Angerer     | Angererhofweg 76 Standort |              | P84(Architekt): P131(Ort): |

### Abgegangene
| Foto |                 | Baujahr | Name     | Standort                     | Beschreibung        | Metadaten                  |
| ---- | --------------- | ------- | -------- | ---------------------------- | ------------------- | -------------------------- |
| BW   | Datei hochladen |         | Rohrmayr | Franzosenhausweg 25 Standort | um 2020 abgebrochen | P84(Architekt): P131(Ort): |

## Kleinmünchen-Auwiesen
| Foto |                 | Baujahr | Name                                            | Standort                       | Beschreibung                                                                          | Metadaten                  |
| ---- | --------------- | ------- | ----------------------------------------------- | ------------------------------ | ------------------------------------------------------------------------------------- | -------------------------- |
| BW   | Datei hochladen | 1788    | Knädlinger-Bäck (Gasthaus Dauphinehof) ID: 1602 | Dauphinestraße 40a Standort    | Im Inneren mehrmals umgebauter zweigeschoßiger Vierkanthof mit rechteckigem Grundriss | P84(Architekt): P131(Ort): |
| ja   | Datei hochladen |         | Langbauer                                       | Brunnenfeldstraße 114 Standort |                                                                                       | P84(Architekt): P131(Ort): |
| BW   | Datei hochladen |         | Paulermichlgut                                  | Brunnenfeldstraße 110 Standort |                                                                                       | P84(Architekt): P131(Ort): |
| ja   | Datei hochladen |         | Seimayr                                         | Steinackerweg 8 Standort       |                                                                                       | P84(Architekt): P131(Ort): |
| ja   | Datei hochladen |         | Langbauerngut                                   | Schörgenhubstraße 35 Standort  |                                                                                       | P84(Architekt): P131(Ort): |
| BW   | Datei hochladen |         | Kleinmünchner Hof ID: 1607                      | Dauphinestraße 19 Standort     | Ursprünglich Bauernhof, seit den 1920er Jahren Gasthaus, heute Volkshaus Kleinmünchen | P84(Architekt): P131(Ort): |

## Industriegebiet-Hafen
| Foto |                 | Baujahr | Name                      | Standort                        | Beschreibung                                                        | Metadaten                  |
| ---- | --------------- | ------- | ------------------------- | ------------------------------- | ------------------------------------------------------------------- | -------------------------- |
| ja   | Datei hochladen | 1688    | Flachenauer ID: 1997      | Flachenauergutstraße 5 Standort | Zweigeschoßiger unregelmäßiger Dreiseithof                          | P84(Architekt): P131(Ort): |
| ja   | Datei hochladen | 1906    | Heilmayr ID: 1976         | Industriezeile 84 Standort      | Zweigeschoßiger Vierseithof mit barockisierender Fassade zur Straße | P84(Architekt): P131(Ort): |
| BW   | Datei hochladen | 1874    | Oberer Prielmayr ID: 1860 | Derfflingerstraße 26 Standort   | Hakenhof, Portal mit Steinrahmung                                   | P84(Architekt): P131(Ort): |
| ja   | Datei hochladen |         | Zucker                    | Pummererstraße 4a Standort      | Gasthaus Landhof                                                    | P84(Architekt): P131(Ort): |
| ja   | Datei hochladen |         | Hollaberer                | Estermannstraße 11 Standort     |                                                                     | P84(Architekt): P131(Ort): |

### Abgegangene
| Foto |                 | Baujahr | Name                     | Standort | Beschreibung                                                                                                 | Metadaten                  |
| ---- | --------------- | ------- | ------------------------ | -------- | --- | -------------------------- |
| BW   | Datei hochladen |         | Aigengut (Mair zu Aigen) | Standort | Befand sich im heutigen Voestalpine-Gelände, 1938 abgebrochen. Die Aigengutstraße ist nach dem Hof benannt.  | P84(Architekt): P131(Ort): |
| BW   | Datei hochladen |         | Wahringer                | Standort | Befand sich im heutigen Voestalpine-Gelände, 1938 abgebrochen. Die Wahringerstraße ist nach dem Hof benannt. | P84(Architekt): P131(Ort): |

## Ebelsberg
| Foto |                 | Baujahr | Name                                                            | Standort                            | Beschreibung | Metadaten                                      |
| ---- | --------------- | ------- | --------------------------------------------------------------- | ----------------------------------- | --- | ---------------------------------------------- |
| ja   | Datei hochladen | 1826    | Huberberger ID: 1413                                            | Uferstraße 6 Standort               | Zweigeschoßiger Vierkanthof mit rechteckigem Grundriss                                                                              | P84(Architekt): P131(Ort):                     |
| ja   | Datei hochladen | 1526    | Kremsmair ID: 1383                                              | Ebelsberger Schlossweg 22 Standort  | Zweigeschoßiger, mehrmals umgebauter Vierseiter, 1964 für den Union-Reitclub St. Georg adaptiert, Gasthaus Schlosstaverne Ebelsberg | P84(Architekt): P131(Ort):                     |
| BW   | Datei hochladen | 1590    | Machl ID: 1446                                                  | Wambacher Straße 235 Standort       | Zweigeschoßiger Vierkanter | P84(Architekt): P131(Ort):                     |
| BW   | Datei hochladen | 1282    | Mayr im Graben ID: 1403                                         | Kremsmünsterer Straße 38 Standort   | Zweigeschoßiger Vierkanthof, 1963 für das Sportcasino Ebelsberg adaptiert                                                           | P84(Architekt): P131(Ort):                     |
| ja   | Datei hochladen | 1282    | Mayr zu Reith ID: 1387                                          | Ebelsberger Schlossweg 25 Standort  | Zweigeschoßiger Vierkanthof mit barockisierender Fassade                                                                            | P84(Architekt): P131(Ort):                     |
| BW   | Datei hochladen | 1162    | Napoleonhof, Baumgartner ID: 1417                               | Wambacher Straße 82 Standort        | Zweigeschoßiger Vierseithof mit Erinnerungstafel an den Aufenthalt Napoleons 1809, bewirtschaftet                                   | P84(Architekt): P131(Ort):                     |
| BW   | Datei hochladen | 1471    | Stauber ID: 1404                                                | Kremsmünsterer Straße 89 Standort   | Zweigeschoßiger Vierkanthof | P84(Architekt): P131(Ort):                     |
| BW   | Datei hochladen |         | Hietgern                                                        | Kremsmünsterer Straße 87 Standort   | | P84(Architekt): P131(Ort):                     |
| BW   | Datei hochladen |         | Strasser                                                        | Kremsmünsterer Straße 127 Standort  | | P84(Architekt): P131(Ort):                     |
| BW   | Datei hochladen |         | Mörtlbauer                                                      | Kremsmünsterer Straße 127a Standort | | P84(Architekt): P131(Ort):                     |
| BW   | Datei hochladen |         | Hoflehner                                                       | Kremsmünsterer Straße 155 Standort  | | P84(Architekt): P131(Ort):                     |
| BW   | Datei hochladen |         | Summergütl                                                      | Kremsmünsterer Straße 175 Standort  | | P84(Architekt): P131(Ort):                     |
| BW   | Datei hochladen |         | Hietgerngütl                                                    | Kremsmünsterer Straße 177 Standort  | | P84(Architekt): P131(Ort):                     |
| ja   | Datei hochladen | 1162    | Stöttinger ID: 1400 HERIS-ID: 58980 Objekt-ID: 69895 Linz: 1400 | Gottschallinger Straße 88 Standort  | Zweigeschoßiger Großvierkanter mit rechteckigem Grundriss                                                                           | P84(Architekt): P131(Ort):Linz Region-ISO:AT-4 |
| BW   | Datei hochladen | 1550    | Waldboth ID: 1414                                               | Waldbothenweg 40 Standort           | Zweigeschoßiger Vierkanthof mit rechteckigem Grundriss, bewirtschaftet                                                              | P84(Architekt): P131(Ort):                     |
| BW   | Datei hochladen |         | Riedergut                                                       | Wambacher Straße 217 Standort       | | P84(Architekt): P131(Ort):                     |
| BW   | Datei hochladen |         | Brucknergut                                                     | Wambacher Straße 219 Standort       | | P84(Architekt): P131(Ort):                     |
| BW   | Datei hochladen |         | Brunnergut                                                      | Wambacher Straße 228 Standort       | | P84(Architekt): P131(Ort):                     |
| BW   | Datei hochladen |         | Hubergut                                                        | Wambacher Straße 232 Standort       | | P84(Architekt): P131(Ort):                     |
| BW   | Datei hochladen |         | Migstöttergut                                                   | Wambacher Straße 233 Standort       | | P84(Architekt): P131(Ort):                     |
| BW   | Datei hochladen |         | Machlgut                                                        | Wambacher Straße 235 Standort       | | P84(Architekt): P131(Ort):                     |
| BW   | Datei hochladen | 1162    | Ziegelhuber ID: 1431                                            | Ziegelhubweg 13 Standort            | Zweigeschoßiger Vierkanthof mit rechteckigem Grundriss                                                                              | P84(Architekt): P131(Ort):                     |
| BW   | Datei hochladen | 1595    | (Ehemals bäuerliches Objekt) ID: 1429                           | Wiener Straße 487 Standort          | Bäuerliches Objekt aus Schichtmauerwerk, zur Straße giebelständig mit drei Geschoßen                                                | P84(Architekt): P131(Ort):                     |
| BW   | Datei hochladen |         | Auergütl                                                        | Auergütlweg 64 Standort             | | P84(Architekt): P131(Ort):                     |
| BW   | Datei hochladen |         | Jagerhuber                                                      | Florianer Straße 91 Standort        | Vierkanthof mit rechteckigem Grundriss, Mostbauer                                                                                   | P84(Architekt): P131(Ort):                     |
| BW   | Datei hochladen |         | Lichtenberger                                                   | Kastweg 195 Standort                | Vierkanthof mit rechteckigem Grundriss                                                                                              | P84(Architekt): P131(Ort):                     |
| BW   | Datei hochladen |         | Lehnergut                                                       | Kastweg 137 Standort                | Vierkanthof | P84(Architekt): P131(Ort):                     |
| BW   | Datei hochladen |         | Huebergut                                                       | Kastweg 139 Standort                | Vierkanthof mit rechteckigem Grundriss                                                                                              | P84(Architekt): P131(Ort):                     |
| ja   | Datei hochladen |         | Nöbaurngütl                                                     | Mönchgrabenstraße 109 Standort      | Vierkanthof mit rechteckigem Grundriss                                                                                              | P84(Architekt): P131(Ort):                     |
| ja   | Datei hochladen |         | Jagenfuxengut                                                   | Mönchgrabenstraße 130 Standort      | Vierkanthof mit rechteckigem Grundriss                                                                                              | P84(Architekt): P131(Ort):                     |

## Pichling
| Foto |                 | Baujahr | Name                          | Standort                          | Beschreibung       | Metadaten                  |
| ---- | --------------- | ------- | ----------------------------- | --------------------------------- | ------------------ | -------------------------- |
| ja   | Datei hochladen |         | Gressengut                    | Seiderstraße 1 Standort           |                    | P84(Architekt): P131(Ort): |
| ja   | Datei hochladen |         | ?Name                         | Seiderstraße 5 Standort           |                    | P84(Architekt): P131(Ort): |
| ja   | Datei hochladen |         | Schengangl                    | Pichlinger Straße 50 Standort     | Wirt z'Pichling    | P84(Architekt): P131(Ort): |
| ja   | Datei hochladen |         | Seebaurngut                   | Pichlinger Straße 54 Standort     | Vierkanthof        | P84(Architekt): P131(Ort): |
| ja   | Datei hochladen |         | Stoffellechnergut             | Raffelstettner Straße 21 Standort |                    | P84(Architekt): P131(Ort): |
| ja   | Datei hochladen |         | Wagnersölden                  | Raffelstettner Straße 5 Standort  |                    | P84(Architekt): P131(Ort): |
| ja   | Datei hochladen |         | Gatterbauerngut               | Pichlinger Straße 59 Standort     | Vierkanthof        | P84(Architekt): P131(Ort): |
| ja   | Datei hochladen |         | Wohlfartnergut                | Raffelstettner Straße 6 Standort  | Vierkanthof        | P84(Architekt): P131(Ort): |
| ja   | Datei hochladen |         | Hansleitnergut                | Raffelstettner Straße 25 Standort |                    | P84(Architekt): P131(Ort): |
| BW   | Datei hochladen |         | Hanlgut in der Au             | Schwaigaustraße 119 Standort      | Vierkanthof        | P84(Architekt): P131(Ort): |
| BW   | Datei hochladen |         | Forstnergut in der Au         | Probstaustraße 23 Standort        | Vierkanthof        | P84(Architekt): P131(Ort): |
| ja   | Datei hochladen |         | Wasenmeisterhaus in der Oiden | Auhirschgasse 26 Standort         |                    | P84(Architekt): P131(Ort): |
| ja   | Datei hochladen |         | Kreuzingerhäusl im Feld       | Traundorfer Straße 252 Standort   |                    | P84(Architekt): P131(Ort): |
| ja   | Datei hochladen |         | Prunbaurngütl                 | Traundorfer Straße 254 Standort   |                    | P84(Architekt): P131(Ort): |
| ja   | Datei hochladen |         | Heißlgut                      | Traundorfer Straße 256 Standort   |                    | P84(Architekt): P131(Ort): |
| ja   | Datei hochladen |         | Niedermüllner                 | Traundorfer Straße 264 Standort   |                    | P84(Architekt): P131(Ort): |
| ja   | Datei hochladen |         | Tischlersölden                | Traundorfer Straße 266 Standort   | Cowboymuseum Fatsy | P84(Architekt): P131(Ort): |
| ja   | Datei hochladen |         | Schustersölden                | Traundorfer Straße 268 Standort   |                    | P84(Architekt): P131(Ort): |

### Abgegangene
| Foto |                 | Baujahr | Name      | Standort                        | Beschreibung                                             | Metadaten                  |
| ---- | --------------- | ------- | --------- | ------------------------------- | -------------------------------------------------------- | -------------------------- |
| BW   | Datei hochladen |         | Seppengut | Traundorfer Straße 119 Standort | um 2020 abgebrochen, heute befinden sich hier Wohnblöcke | P84(Architekt): P131(Ort): |